# Абдулвахаб Аль-Сафі
Абдулвахаб Аль-Сафі (араб. عبد الوهاب الصافي; нар. 6 квітня 1984, Манама) — бахрейнський футболіст, півзахисник клубу «Аль-Мухаррак» та національної збірної Бахрейну.

## Клубна кар'єра
У дорослому футболі дебютував на батьківщині, граючи за команди «Аль-Іттіхад» (Манама), «Бусайтін» та «Аль-Аглі» (Манама).
З 2011 року три сезони захищав кольори саудівського клубу «Аль-Кадісія» (Ель-Хубар), після чого повернувся у Бахрейн, де став виступати за «Аль-Мухаррак». З цією командою виграв два національних чемпіонати і один Кубок короля Бахрейну.

## Виступи за збірну
2009 року дебютував в офіційних матчах у складі національної збірної Бахрейну.
У складі збірної був учасником Кубка Азії 2011 року у Катарі, Кубка Азії 2015 року в Австралії та Кубка Азії 2019 року в ОАЕ.

## Досягнення
- Чемпіон Бахрейну: 2015, 2018
- Володар Кубка короля Бахрейну: 2016